# Zespół młyna wodnego na Iławce w Iławie
Zespół młyna wodnego na Iławce w Iławie – zabytkowy zespół budynków w Iławie.
Zespół położony jest nad rzeką Iławką. Składa się z młyna wodnego oraz budynku gospodarczo-mieszkalnego. Zbudowany został na przełomie XIX i XX wieku, jednak młyny w tym miejscu funkcjonowały od przynajmniej 1386. Budynki noszą cechy stylu neogotyckiego. Zbudowane są częściowo w konstrukcji szkieletowej, pełnej, częściowo murowanej. Ściany zbudowane są z czerwonej cegły. Zespół wpisany jest do rejestru zabytków pod numerem A-4596 z 17 lipca 2012. Według danych z 2018 obiekt był nieużytkowany.